# 澁澤賞
澁澤賞（しぶさわしょう）は、一般社団法人日本電気協会が授与する賞。澁澤元治の文化功労者受賞を記念して1956年に設けられた。電気保安分野で顕著な業績を上げた個人・グループに授与される。

## 概要
電気保安体制の確立や電気工学の教育に貢献した澁澤元治が1955年に文化功労者受賞したことを記念し創設された。
受賞者の発表は、毎年11月3日の文化の日に行われる。